# (31935) Midgley
(31935) Midgley est un astéroïde de la ceinture principale.

## Description
(31935) Midgley est un astéroïde de la ceinture principale. Il fut découvert le 4 avril 2000 à Socorro (Nouveau-Mexique) par le projet LINEAR. Il présente une orbite caractérisée par un demi-grand axe de 2,24 UA, une excentricité de 0,16 et une inclinaison de 5,9° par rapport à l'écliptique.

## Compléments